# Дебречено

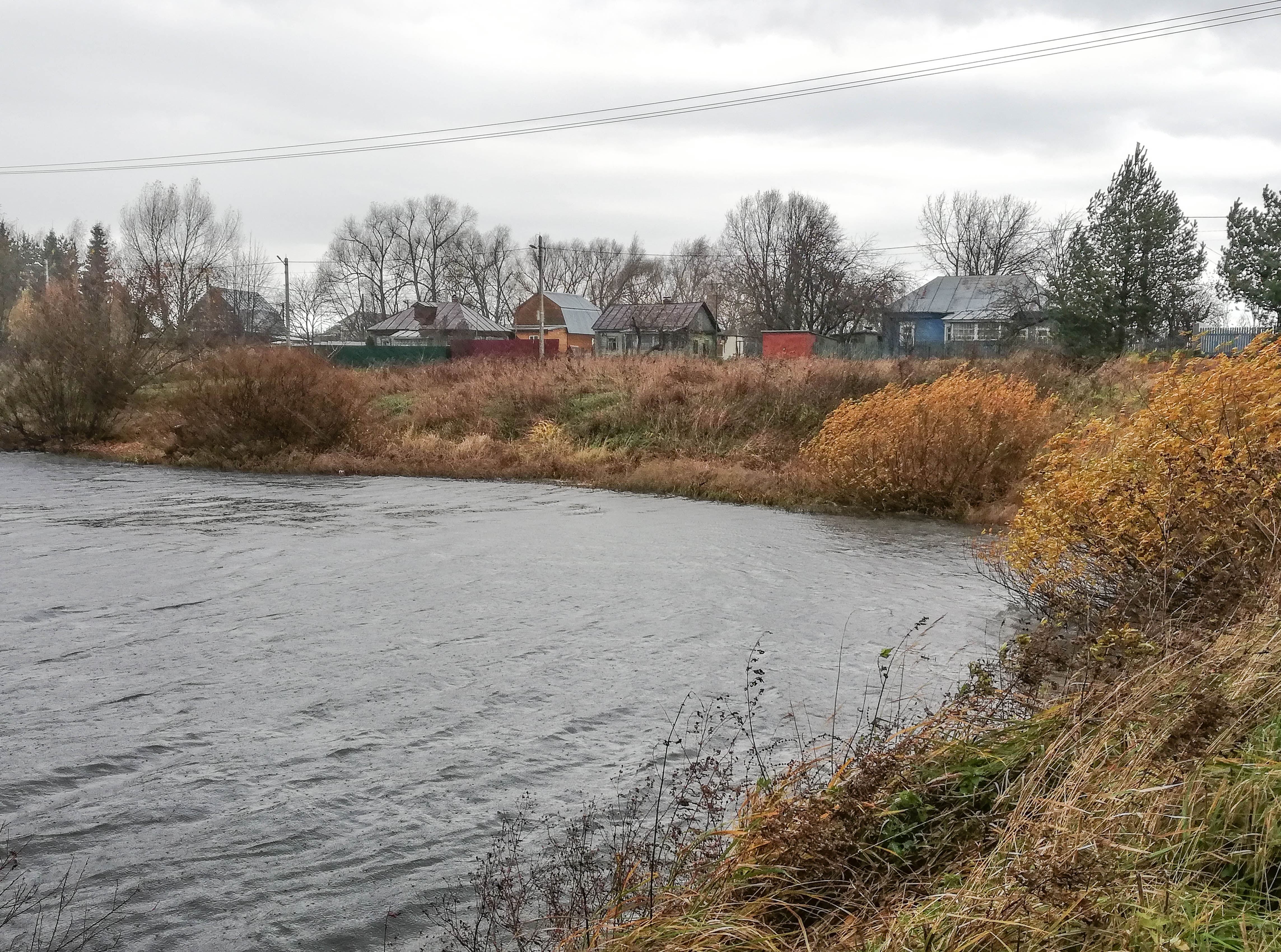
Пруд в Дебречено

Дебре́чено — деревня в городском округе Домодедово Московской области. Население — 2 чел. (2010).

## Название
Название появляется в письменных источниках с середины XIX века, написание везде различается: Дибричен (1852 год), Дебрегин (1862 год), Дербичины (1890 год), Дебричино (1911 год), Дебричиново (1926 год), Дебречено (1979 год), Дебричино (1986 год). Возможна связь названия с некалендарным личным именем Дибрич (Дебрич, Дербич).

## География
Деревня Дебречено расположена в центральной части городского округа Домодедово, примерно в 22 км к юго-востоку от города Домодедово. Высота над уровнем моря 163 м. В 1,5 км к востоку от деревни протекает река Востец. В деревне 1 улица — Ильинское поле. Ближайший населённый пункт — село Ильинское.

## История
В 1926 году деревня входила в Ляховский сельсовет Лобановской волости Бронницкого уезда Московской губернии.
С 1929 года — населённый пункт в составе Михневского района Серпуховского округа Московской области.
В 1959 году деревня передана в Подольский район (в период с 1963 по 1965 гг. находилась в составе Ленинского сельского района). В 1969 году деревня передана во вновь образованный Домодедовский район.
До муниципальной реформы 2006 года деревня входила в состав Лобановского сельского округа Домодедовского района. Сейчас Лобановский административный округ.
.

## Население
| 2002 | 2010 |
| ---- | ---- |
| 6    | ↘2   |

В 1926 году в деревне проживало 43 человека (22 мужчины, 21 женщина), насчитывалось 11 хозяйств, из которых 9 было крестьянских. По переписи 2002 года — 6 человек (1 мужчина, 5 женщин).